# Numata Akiyasu
Numata Akiyasu (沼田顕泰?; 1510 – 1574) è stato un samurai giapponese del periodo Sengoku appartenente al clan Numata della provincia di Kōzuke.
Akiyasu era figlio di Numata Yasuteru, costruì e governò il castello di Numata a Kōzuke per il clan Uesugi. Favorì suo figlio più giovane Kageyoshi come suo erede, al punto che sembrerebbe abbia ucciso il figlio maggiore Tomoyasu nel 1569. Questo evento creò conflitto all'interno della famiglia e sia lui che il figlio Kageyoshi furono costretti a fuggire ad Aizu, dove morì.